# 本州四国連絡高速道路
本州四国連絡高速道路株式会社（ほんしゅうしこくれんらくこうそくどうろ、Honshu-Shikoku Bridge Expressway Company Limited）は、道路関係4公団民営化関係4法を構成する高速道路株式会社法により設立された特殊会社。本州四国連絡道路のほか、連絡橋にかかる鉄道施設を管理する。通称はJB本四高速（JBはJapan Bridgeの略）。

## 会社概要
2005年10月1日設立。日本道路公団等民営化関係法施行法（平成16年法律第102号）第13条第1項に規定する基本方針に定めるところに従い、本州四国連絡橋公団の業務並びに権利及び義務のうち、日本高速道路保有・債務返済機構が引き継ぐもの以外を引き継いだ。
本社は兵庫県神戸市中央区小野柄通4-1-22。附属機関に長大橋技術センターがあり、世界トップクラスの長大橋建設・維持管理技術のノウハウが蓄積されている。高い橋梁技術やノウハウを活用して国内外で橋梁の調査・設計・施工等の受託や技術者派遣といった技術支援業務を行っている。
3ルートある本州四国連絡橋（本州四国連絡道路）の建設資金の大半は借入金によって賄われたが、高額な通行料金が災いして開通後の通行量が見込みを大幅に下回った結果、通行料金収入が不足し借入金の返済が思うように進まない財務状況となっており、公団の経営の健全化が急がれていた。
なお、道路会社法附則では、経営の安定が確保された時点で西日本高速道路株式会社との合併に必要な措置を講ずるものとされている。
民営化の前に、長期債務の一部が切り離されている。詳細は本州四国連絡橋公団の項を参照。
同社の経営理念として「Bridge：Communication & Technology」が掲げられている。

## 沿革

### 本州四国連絡橋公団
- 1970年7月1日 - 本州四国連絡橋公団設立。
- 1979年5月 - 大三島橋供用開始。
- 1983年12月 - 因島大橋供用開始。
- 1985年6月 - 大鳴門橋供用開始。
- 1988年1月 - 伯方・大島大橋供用開始。
- 1988年2月 - 尾道大橋が日本道路公団から移管される。
- 1988年4月 - 瀬戸中央自動車道が全線開通、瀬戸大橋線が開業。
- 1991年12月 - 生口橋供用開始。
- 1997年3月 - 本社を兵庫県神戸市に移転。
- 1998年4月 - 明石海峡大橋の供用開始により、神戸淡路鳴門自動車道が全線開通。
- 1999年5月 - 新尾道大橋・多々羅大橋・来島海峡大橋の供用開始により、西瀬戸自動車道が開通。
- 1999年12月 - 尾道大橋を広島県道路公社に移管。
- 2003年5月 - 本四債務負担軽減特措法が公布され、本四公団の有利子負債3兆5000億円のうち、1兆3400億円を日本国政府に継承。
- 2004年6月 - 道路関係四公団民営化関係四法が公布される。

### 本州四国連絡高速道路
- 2005年9月30日 - 民営化により本州四国連絡橋公団の業務を独立行政法人日本高速道路保有・債務返済機構（高速道路機構）並びに本州四国連絡高速道路株式会社に継承し、本州四国連絡橋公団が解散。
- 2005年10月1日 - 本州四国連絡高速道路株式会社設立。
- 2006年3月 - 高速道路株式会社法第6条第1項に基づく本州四国連絡道路に係る協定を、高速道路機構との間で締結。
- 2006年4月 - 国土交通省管理区間である生口島道路・大島道路が開通し、西瀬戸自動車道が全線開通する。
- 2008年 - せとうち美術館ネットワーク発足。
- 2011年12月 - 日本高速道路インターナショナルと相互協力協定締結。

## 事業所
- 本社 - 兵庫県神戸市中央区小野柄通4-1-22 アーバンエース三宮ビル
- 東京事務所 - 東京都港区虎ノ門5-1-5 メトロシティ神谷町
- 神戸管理センター - 兵庫県神戸市垂水区名谷町549 (神戸淡路鳴門道垂水JCTに併設)
- 鳴門管理センター - 徳島県鳴門市鳴門町土佐泊浦字大毛18 (神戸淡路鳴門道鳴門北ICに併設)
- 岡山管理センター - 岡山県都窪郡早島町早島2985 (瀬戸中央道早島ICに併設)
- 坂出管理センター - 香川県坂出市川津町下川津4388-1 (瀬戸中央道坂出ICに併設)
- しまなみ尾道管理センター - 広島県尾道市向島町6904 (西瀬戸道向島ICに併設)
- しまなみ今治管理センター - 愛媛県今治市山路751-2 (西瀬戸道今治ICに併設)

## 管理路線
- E28 神戸淡路鳴門自動車道（国道28号）
- E30 瀬戸中央自動車道（国道30号）
- E76 西瀬戸自動車道（国道317号）

## 関連企業
以下の3社は、完全子会社である連結子会社。
- JBハイウェイサービス株式会社（本州四国連絡高速道路管内のサービスエリア・パーキングエリアを管理する企業）
- 本四高速道路ブリッジエンジ株式会社
- JBトールシステム株式会社